# Plavi horizonti
Plavi horizonti (en serbe cyrillique : Плави хоризонти) est un quartier de Belgrade, la capitale de la Serbie. Il est situé dans la municipalité urbaine de Zemun.
En serbe, le nom du quartier signifie « les horizons bleus ».

## Emplacement
Plavi horizonti est situé à l'ouest de la municipalité de Zemun. Le quartier s'étend le long de la ligne de chemin de fer Belgrade-Novi Sad ; il est bordé par le quartier d'Altina au nord et s'étend en direction des quartiers de Vojni Put II et Kolonija Zmaj au sud-est et en direction de celui de Zemun polje au nord-ouest.

## Caractéristiques
Jusqu'au milieu des années 1990, le secteur était inhabité. Avec les Guerres de Yougoslavie en 1991, et particulièrement après l'Opération Tempête en 1995, de nombreux réfugiés serbes venus de Croatie vinrent s'y installer, donnant naissance à plusieurs nouveaux quartiers comme Altina, Grmovac ou Busije. En raison de sa forte croissance démographique et de son urbanisation non planifiée, le quartier devint une sorte de bidonville. Après 2000, les routes furent pavées et le quartier fut desservi par les transports en commun.

## Transports
Le quartier est desservi par les lignes de bus 708 (Novi Beograd Blok 70a - Plavi horizonti - Zemun polje) et 709 (Zemun Novi Grad – Plavi horizonti - Zemun polje) de la société GSP Beograd.